# Kappelshamnsviken
Kappelshamnsviken är en havsvik på norra Gotland. Den är elva kilometer lång i nord-sydlig riktning. Viken är förhållandevis djup och i dess inre del och på dess västra sida ligger fiskeläget Kappelshamn. Mitt emot Kappelshamn, på vikens östra sida, ligger Storugns, som är en by, utskeppningshamn och ett kalkbrott. Kappelshamnsviken avgränsas i väster av klintudden Harudden, där fiskeläget Hallshuk är beläget. I öster avgränsas viken av Svarvnäset, där Bläse är beläget, känt för sitt nedlagda kalkbruk.